# Курманин, Вадим Матвеевич
Вадим Матвеевич Курманин (1920—1996) —  Гвардии капитан Советской Армии, участник Великой Отечественной войны, Герой Советского Союза (1945).

## Биография
Вадим Курманин родился 5 марта 1920 года в селе Курмыш (ныне — Пильнинский район Нижегородской области). Окончил среднюю школу и аэроклуб в Горьком. В 1940 году Курманин был призван на службу в Рабоче-крестьянскую Красную Армию. В 1942 году он окончил Краснодарское объединённое военное авиационное училище. С июня 1943 года — на фронтах Великой Отечественной войны.
К апрелю 1945 года гвардии лейтенант Вадим Курманин был старшим лётчиком 43-го гвардейского штурмового авиаполка (230-й штурмовой авиадивизии, 4-й воздушной армии, 2-го Белорусского фронта). К тому времени он совершил 133 боевых вылета на штурмовку скоплений боевой техники и живой силы противника, нанеся ему большие потери.
Указом Президиума Верховного Совета СССР от 18 августа 1945 года за «образцовое выполнение боевых заданий командования на фронте борьбы с немецкими захватчиками и проявленные при этом мужество и героизм» гвардии лейтенант Вадим Курманин был удостоен высокого звания Героя Советского Союза с вручением ордена Ленина и медали «Золотая Звезда» за номером 8218.
После окончания войны Курманин продолжил службу в Советской Армии. В 1955 году в звании капитана он был уволен в запас. Проживал и работал в Нижнем Новгороде. Умер 3 февраля 1996 года, похоронен на Нагорном кладбище Нижнего Новгорода.

## Награды и звания
- Герой Советского Союза (№ 8218, 18 августа 1945[2]);
- орден Ленина (18 августа 1945);
- два ордена Красного Знамени (24 сентября 1944[3], 28 февраля 1945[4]);
- орден Отечественной войны I степени (06 апреля 1985[5]);
- орден Отечественной войны II степени (13 августа 1944[6]);
- два ордена Красной Звезды (15 мая 1944[7])[1];
- медали.